# 遊佐町立遊佐小学校
遊佐町立遊佐小学校（ゆざちょうりつ ゆざしょうがっこう）は、山形県飽海郡遊佐町にある公立小学校。

## 概要
2023年4月、遊佐町内5校の小学校に統合により設置された小学校である。2023年現在、遊佐町唯一の小学校である。

## 沿革

### 旧遊佐小学校
（遊佐小学校沿革史より）
- 1874年（明治7年）5月 - 遊佐町内にある本願寺にて安養学校として開校。
- 1880年（明治13年）4月 - 校舎落成。
- 1889年（明治22年）
  - 4月1日 - 遊佐町尋常小学校と改称。
  - 11月11日 - 遊佐町高等尋常小学校と改称。
- 1892年（明治25年）8月1日 - 遊佐町尋常高等小学校と改称。
- 1909年（明治42年）
  - 9月15日 - 野沢尋常小学校と合併。
  - 10月1日 - 遊佐尋常高等小学校を設置。
- 1931年（昭和6年）11月14日 - 校舎新築落成。
- 1941年（昭和16年）4月1日 - 国民学校令により、遊佐町国民学校と改称。
- 1947年（昭和22年）4月1日 - 学校教育法により、遊佐町立遊佐小学校と改称。
- 1972年（昭和47年）10月24日 - ソニー理科教育振興資金優秀校となる。
- 1973年（昭和48年）11月3日 - 日本一健康優良校となる。
- 1974年（昭和49年）
  - 10月7日 - 「優良子ども銀行」として大蔵大臣から表彰される。
  - 11月9日 - 学校保健優良として文部大臣から表彰される。
- 1975年（昭和50年）8月27日 - 優良PTAとして文部大臣から表彰される。
- 1978年（昭和53年）
  - 2月22日 - 第14回学研全国児童才能開発コンテスト理科部門・学校奨励賞を受賞する。
  - 4月1日 - 遊佐町立白井小学校を合併。
- 1979年（昭和54年）
  - 2月24日 - 「小さな芽」キャンペーンにて学校奨励賞を受賞する。
  - 3月20日 - 第15回学研全国児童才能開発コンテスト理科部門・学校奨励賞を受賞する。
- 1986年（昭和61年）10月17日 - 「優良子ども銀行」として大蔵大臣から表彰される。
- 1987年（昭和62年）11月6日 - 山形県学校給食優良校として表彰される。
- 1989年（平成元年）2月28日 - 交通安全優良学校として表彰される。
- 1992年（平成4年）
  - 10月5日 - べにばな国民体育大会炬火リレー開会式に参加。
  - 10月18日 - 学校基本調査優秀校として文部大臣から表彰される。
- 1996年（平成8年）2月19日 - 全学校新聞コンクールにて文部大臣奨励賞を受賞する。
- 1997年（平成9年）
  - 2月18日 - 全学校新聞コンクールにて朝日新聞社賞を受賞する。
  - 10月16日 - 山形県交通安全優良校として表彰される。
- 1999年（平成11年）2月16日 - 全学校新聞コンクールにて朝日新聞社賞を受賞する。

- 2010年（平成22年）11月11日 - 文部科学大臣から学校給食表彰を受ける。
- 2023年（令和5年）3月31日 - 遊佐町内小学校統合により廃校。

### 遊佐小学校
- 2023年（令和5年）4月1日 - 遊佐町内5校の小学校に統合により開校。

## 校歌
校歌はさかなクンによって作詞・作曲された。

## 校章
校章は公募により選ばれた

## アクセス
- 遊佐町スクールバス「女鹿第1線」・「吹浦線」・「茂り松線」・「十里塚線」・「藤崎線」・「蕨岡線」・「豊岡線」で、「遊佐小学校前」停留所下車。
  - スクールバスと付されているが、一般客も利用可能。ただし、時刻表に掲載の無い臨時便は、一般客の利用不可[3]。
- JR東日本羽越本線遊佐駅より
  - 徒歩10分。
  - 上述の遊佐町スクールバスに乗車し5〜8分、「遊佐小学校前」停留所下車。

## 進学先中学校
- 遊佐町立遊佐中学校